# Куриленко, Василий Елисеевич
Василий Елисеевич Куриленко (17.09.1930-16.03.2011) — советский и украинский археолог, историк, художник, краевед, публицист. Основатель и руководитель Мезинского археологического музея на Черниговщине (в настоящее время Мезинский археологический научно-исследовательский музей им. В. Е. Куриленко). Украинец.

## Биография
Родился 17 сентября 1930 г. в селе Куриловка Понорницкого района Черниговской области в семье крестьянина. Отец Куриленко Елисей Иванович, мать Куриленко (Рябец) Ольга Ивановна.
В 1941 году окончил с отличием три класса Куриловской школы. В годы фашистской оккупации в школу не ходил. После освобождения села проучился полгода в IV классе, с 1944 года работал молотобойцем в колхозной кузнице. В 1949 году сдал экстерном экзамены за V и VI классы и пошёл в VII класс Мезинской средней школы. В 1950 году был призван в армию, где в 1952 году окончил школу авиационных специалистов и служил в авиации дальнего действия старшим механиком бомбового вооружения на бомбардировщике Ту-4. С 1955 по 1957 год работал баянистом в школе в селе Мезин и художником в городах Прилуки и Чернигов. В 1956 году женился. Супруга Куриленко (Компанец) Вера Акимовна (14.10.1935 — 29.02.1996), учитель русского языка и литературы, впоследствии директор Свердловской средней школы Коропского района Черниговской области.
В 1956—1962 годах учился в Заочном народном университете искусств (ЗНУИ), (город Москва), в 1958—1961 в Черниговской заочной средней школе. С 1958 по 1962 годы работал учителем рисования в Мезинской средней школе. В 1963 году поступил на дневное отделение художественно-графического факультета Ленинградского государственного педагогического института (ЛГПИ) им. А. И. Герцена, который окончил в 1968 году.
В это же время под руководством выдающегося советского археолога В. П. Левенка начал изучать основы археологии, в 1965 году перевелся на заочное отделение худграфа и выехал в Мезин для создания там музея на месте раскопок Мезинской палеолитической стоянки. Музей был открыт 17.ІХ.1965 г. при Мезинской школе, без финансирования извне, на безвозмездной основе. В 1968 году под музей передали здание старинного особняка, ранее принадлежавшего отставному российскому офицеру Поливоде, там экспозиция музея размещена и ныне.
В 1969 году прошёл по конкурсу на должность старшего преподавателя искусств и выехал на работу в Бельцкий государственный педагогический институт в Молдавии. Там окончил Школу молодого лектора и Школу по сдаче кандидатского минимума, а в 1972 году вернулся в село Мезин для написания диссертации на тему «Орнаменты Десны как исторический источник». Постоянно вел раскопки, ежегодно пополняя экспозицию Мезинского музея 1-3 тысячами экспонатов. Посещал курсы археологов Украины, постоянно контактировал с учеными. В 1979 году после посещения музея космонавтом Ю. В. Романенко и маршалом авиации С. И. Руденко по их совету был переведен на работу в Мемориальный музей Н.И. Кибальчича — основоположника ракетного движения в России — в городок Короп на Черниговщине. В павильоне музея открыл краеведческий отдел музея, получив горячую поддержку черниговских археологов и два взыскания «за засорение музея Кибальчича непрофильными экспонатами». В 1985 году переехал в село Свердловка (в настоящее время село Деснянское Коропского района Черниговской области) на работу в должности директора вновь создаваемого там музея и начал коренную перестройку Мезинского археологического музея.
На протяжении всей своей музейной деятельности поддерживал постоянные контакты и вел переписку с археологами Ленинграда, Москвы, Киева, Чернигова: В. П. Левенком, О. Н. Мельниковской, И. Г. Шовкоплясом, И. Г. Пидопличко, Р. В. Терпиловским, Д. Я. Телегиным, И. И. Артеменко, В. В. Отрощенко, Н. С. Котовой, К. П. Бунятян и другими. Общался с археологами и историками Сумской, Полтавской, Липецкой и других областей, где издавались его труды, принимал участие в научных конференциях. Читал лектории по искусству, истории, космонавтике; вел изостудию в Бельцах, Мезине, Коропе, Свердловке. Росту популярности музея способствовали похвальные отзывы его посетителей. Написал и частично передал в дар музеям многочисленные картины, этюды и зарисовки. С 1980-х вел раскопки по открытым листам, присылаемым из Киева как представителю Института археологии Украины.
За 40 лет изучил и открыл в округе села Мезин 19 различных культур, открыл ранее неизвестную передюхновскую (куриловскую) культуру, которая ознаменовала начало века железа за 3 столетия до юхновской. Выполнил дешифровку мезинских браслетов, исследовал стойбище охотников на мамонта, открыл вторую Мезинскую палеолитическую стоянку «Костомахин колодец». Собрал более 54 тысяч археологических предметов, часть из которых передал в созданный им в 1992 году Коропский региональный историко-археологический музей. Множество экспонатов Мезинского музея и предметов из личной коллекции (картины, книги, иконы) было разворовано. С 1947 года проживал и работал в городах Шостка, Боково-Антрацит, Могилев-Подольский, Гомель, Симферополь, Прилуки, Чернигов, Ленинград, Бельцы, Короп. Опубликовал более 30 научных работ и множество газетных статей на темы истории края.
Дети: дочь Людмила (1957 г.р.), сын Игорь (1965 г.р.).
Награждён орденом «За заслуги» 3-й степени (Украина) в 2008 году.
Умер в селе Свердловка 16 марта 2011 года. Похоронен в селе Куриловка на Черниговщине рядом с родителями и женой.